# Happy Xmas (War Is Over)
Happy Xmas (War Is Over) är en julsång med drömmen om fred som tema. 
Sången är inspelad i New York i New York i USA i slutet av oktober 1971 av John Lennon och Yoko Ono. Barnen som sjunger i bakgrunden är Harlem Community Choir, och det nämns på den singel som sången gavs ut på 1971. Då sången kom pågick Vietnamkriget, och det var mot detta krig sången var en så kallad protestsång. Vietnamkriget slutade 1975, men sången har blivit en julklassiker. Då John Lennon blev mördad den 8 december 1980 släpptes sången igen i Storbritannien den 20 december 1980. En av de mer kända versionerna spelades in live av Melissa Etheridge.
En text på svenska heter Låt julen förkunna, och har skrivits av Py Bäckman och spelats in bland annat av Py Bäckman och Dan Hylander 1985. Tommy Körberg och Sissel Kyrkjebø spelade in den i duett 1989. Ainbusk spelade in sången med ny text på svenska 2001, som "Det sista vi har kvar". Arvingarnas Jul 
Sångens grundmelodi har vissa likheter med en gammal amerikansk folkvisa som bland annat spelats in med titeln Stewball av Peter, Paul and Mary, men denna melodi är mycket äldre än så och finns med ett flertal olika texter, bland annat en som kallas Go Away from My Window. (Och On the Top of Old Smokey)

## Listplaceringar
Låten har under många år återinträtt på flera länders försäljningslistor under julperioden, men nedan listas enbart topplaceringerna från den ursprungliga lanseringen.
| Lista (1971-1973) | Topplacering         |
| ----------------- | -------------------- |
| Australien        | 6 (Go Set)           |
| Danmark           | 1 (Tipparaden)       |
| Flandern          | 3                    |
| Irland            | 2                    |
| Kanada            | 43 (RPM)             |
| Nederländerna     | 2                    |
| Norge             | 3 (VG-lista)         |
| Nya Zeeland       | 14 (NZ Listner)      |
| Spanien           | 15                   |
| Storbritannien    | 2 (UK Singles Chart) |
| Sverige           | 3 (Kvällstoppen)     |
| Sverige           | 2 (Tio i topp)       |
| Vallonien         | 4                    |
| Västtyskland      | 45                   |